# Kira María Asen
Kira María Asen (en búlgaro: Кира-Мария Асенина) fue una princesa búlgara y zarina consorte, segunda esposa de Jorge I de Bulgaria.

## Biografía
Kira María fue la hija del zar Mitso Asen de Bulgaria y su esposa María. Las fechas y los lugares de su nacimiento y muerte son desconocidas.
A través de su madre, Kira María fue la nieta de Iván Asen II de Bulgaria e Irene Comneno de Epiro. Fue la hermana de Iván Asen III, que tomó el poder como zar de Bulgaria en 1280 con el apoyo bizantino.
Kira María se casó con el noble búlgaro-cumano Jorge Terter. El matrimonio fue arreglado por su hermano con el fin de fortalecer su posición al aliarse con Jorge Terter. Este último se divorció de su primera esposa, María, que fue enviada junto con su hijo Teodoro Svetoslav como rehén al Imperio bizantino. Jorge Terter fue hecho en consecuencia déspota, el rango más alto en la jerarquía de la corte búlgaro-bizantina. Mientras que a su esposa Kira María se le concedió el título de despina.
Iván Asen III no logró valer sus derechos en todo el país y huyó secretamente de Tarnovo en 1280 y escapó al Imperio bizantino, mientras que Jorge Terter tomó el poder como zar y Kira María fue proclamada como la nueva zarina consorte de Bulgaria.
Sin embargo, Kira María fue muy impopular en Tarnovo, porque estaba relacionada con el protegido bizantino Iván Asen III. Su matrimonio con Jorge I Terter había sido objeto de controversia ya que su primera esposa aún estaba viva. Según la Iglesia ortodoxa búlgara el primer matrimonio de Jorge era válido y Kira María era su esposa no canónica. El patriarca de Bulgaria Joaquín III amenazó con excomulgar a la pareja e insistir en que no cedería hasta que Jorge I Terter repudiara a Kira María. Jorge I Terter volvió a abrir negociaciones con el Imperio bizantino y buscó el regreso de su primera esposa. Esto se logró finalmente con un tratado, y María y Kira María intercambiaron lugares como zarina y rehén.